# Port Tobacco Village
Port Tobacco Village é uma cidade  localizada no estado americano de Maryland, no Condado de Charles.

## Demografia
Segundo o censo americano de 2000, a sua população era de 15 habitantes.
Em 2006, foi estimada uma população de 19, um aumento de 4 (26.7%).

## Geografia
De acordo com o United States Census Bureau tem uma área de
0,4 km², dos quais 0,4 km² cobertos por terra e 0,0 km² cobertos por água.

## Localidades na vizinhança
O diagrama seguinte representa as localidades num raio de 16 km ao redor de Port Tobacco Village.